# 815

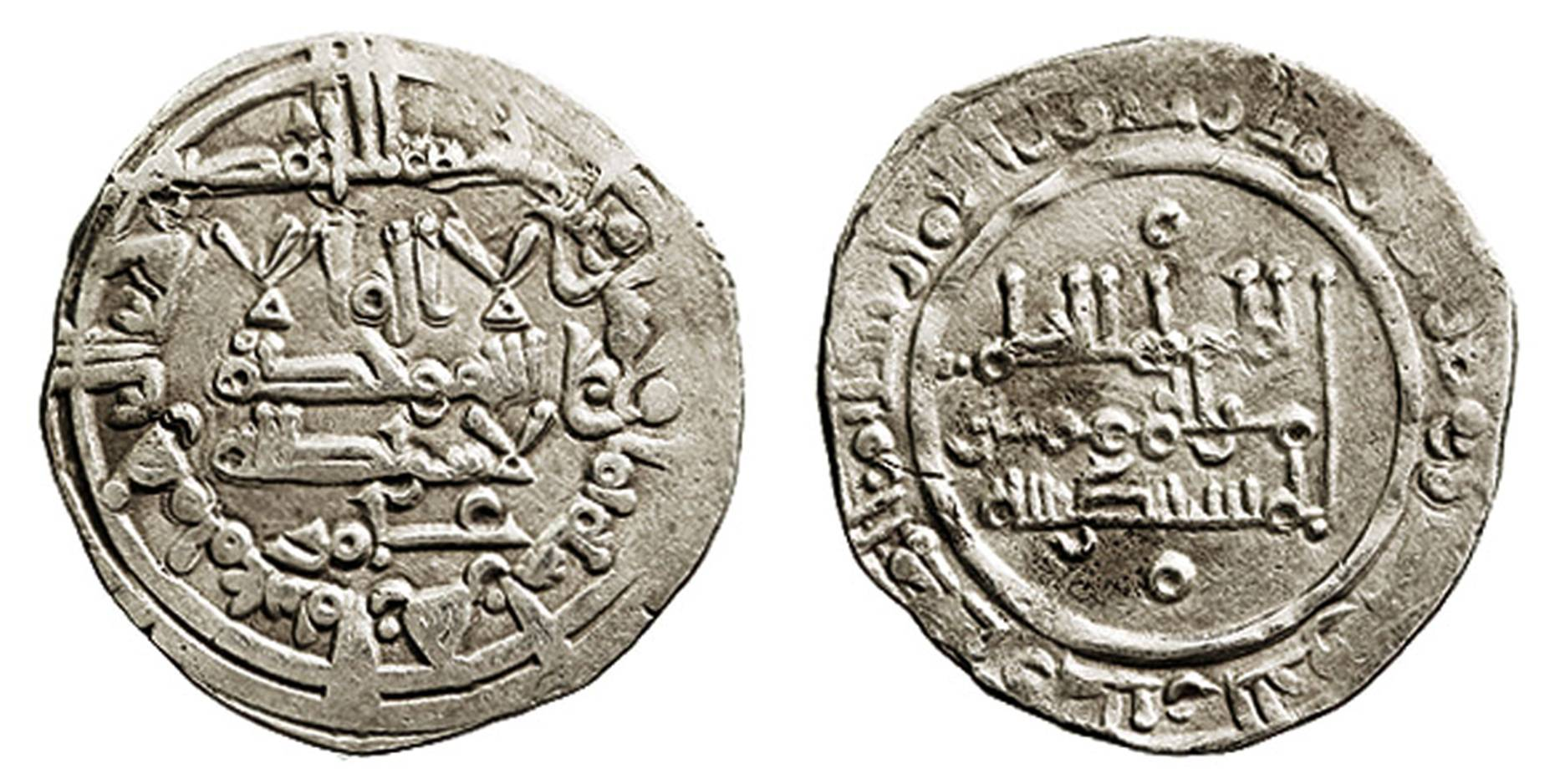
Dirrã de

| Calendário gregoriano                                                        | 815 DCCCXV                                             |
| Ab urbe condita                                                              | 1568                                                   |
| Calendário arménio                                                           | 264 – 265                                              |
| Calendário bahá'í                                                            | -1029 – -1028                                          |
| Calendário budista                                                           | 1359                                                   |
| Calendário chinês                                                            | 3511 – 3512 Início a 14 de fevereiro (aproximadamente) |
| Calendário copta                                                             | 531 – 532                                              |
| Calendário etíope                                                            | 807 – 808                                              |
| Calendários hindus - Vikram Samvat - Calendário nacional indiano - Cáli Iuga | 870 – 871 736 – 737 3915 – 3916                        |
| Calendário Holoceno                                                          | 10815                                                  |
| Calendário islâmico                                                          | 199 – 200                                              |
| Calendário judaico                                                           | 4575 – 4576                                            |
| Calendário persa                                                             | 193 – 194                                              |
| Calendário rúnico                                                            | 1065                                                   |
| Calendário solar tailandês                                                   | 1358                                                   |

815 (DCCCXV, na numeração romana) foi um ano comum do século IX do Calendário Juliano, da Era de Cristo, e a sua letra dominical foi G (52 semanas), teve início numa segunda-feira e terminou também numa segunda-feira.
| Ano completo                         |
| ------------------------------------ |
| Ano comum com início à segunda-feira |

## Eventos
- Aláqueme I, Emir de Córdova, emite moedas de dinar no ano 200 da Hégira.